# Мохаммад Хеджази
Мохаммад Хеджази  — иранский романист, новеллист, драматург, переводчик, журналист и политик.

## Ранние годы
Мохаммад Хеджази родился в богатой аристократической семье — он был внуком Насер ад-Дина Шаха Каджара, сыном Насраллы Мирзы Моставфи — первого военного министра и губернатора региона Эстерабад, Гилян. Начальное и среднее образование Хеджази получил в Тегеране в школе Сент-Луис — французской католической миссионерской школе для мальчиков. В 1919 году он работал в министерстве почт и телеграфов, а в 1921 году данное министерство отправило Хеджази во Францию для продолжения обучения. Там он отучился, став специалистов в нескольких областях: телекоммуникационной инженерии, электротехнике и политологии.

## Административная и политическая карьера
По возвращении в Персию в 1929 году Хеджази был назначен директором отдела кадров министерства почты и телеграфов, а в 1932 году стал главным редактором издания «Журнал о почте, телеграфах и телефонах»(перс.  مجله پست و تلگراف و تلفن‎ — Majalle-ye post o telegrāf o telefon). В конце 1934 года его перевели в министерство финансов и назначили начальником канцелярии при Али Акбаре Даваре. Когда в 1938 году была создана общественная организация «Бюро общественного просвещения» (перс. سازمان پرورش افکار‎ — Sāzmān-e parvareš-e afkār), Хеджази был назначен председателем его пресс-комитета. В целях пропаганды прогресса, достигнутого в период правления Резы-шаха, в комитете был создан периодический журнал «Иран сегодня» (перс. ایران امروز‎ — Irān-e emruz). Подписка на него была обязательной для высокопоставленных правительственных чиновников.
Данный проправительственный журнал сначала издавался нерегулярно, однако позже стал выпускаться ежемесячно. Его публикация продолжалась вплоть до 1941 года, когда войска антигитлеровской коалиции вторглись в Иран. Летом 1943 года Хеджази был назначен директором управления публикаций и рекламы, а затем руководителем бюро, курирующего иранский студентов, обучающихся в университетах Европы.
С 1951 года Хеджази занимал пост заместителя в кабинете премьер-министра Хоссейна Ала, однако был отстранен от этой должности после того, как новым премьер-министром стал Мохаммад Мосаддык. После государственного переворота 1953 года Хеджази был приглашен Хоссейном Ала, который стал министром юстиции, на еженедельные встречи с участием шаха для обсуждения культурных, социальных и политических вопросов. Именно на этих собраниях у участников появилась идея о написании серии книг про «людей, самостоятельно создавших себя». Сам шах написал биографию своего отца, Резы Шаха, Хеджази написал биографию знаменитого иранского живописца Камаль-оль-Молька.
Хеджази входил в состав Меджлиса в течение двух сроков в качестве назначенного сенатора — с 1954 по 1963 год, и ещё два срока он провёл в Меджлисе в качестве выбранного представителя от Тегерана. Последний срок завершился в 1972 году, за два года до смерти Хеджази.
Долгая карьера правительственного чиновника и позиция официального пропагандиста режима Пахлеви оказали негативное влияние на литературную репутацию Хеджази. Его образ часто высмеивался диссидентскими интеллектуалами и писателями того времени — особенно часто сатирический материалы про него публиковались в журнале «Баба Шамаль»(перс. بابا شمل‎).

## Творчество
Хеджази прославился в основном благодаря своим ранним работам: «Хома» 1928 года (перс. هما‎ ), «Паричехр» 1929 года (перс.  پریچهر‎) и «Зиба» 1930 года (перс.  زیبا‎). Все эти романы названы в честь главных героинь. Они раскрывают жизнь людей, родственных по духу самому автору, — представителей среднего городского класса. Тем не менее, образы этих персонажей сильно отличаются друг от друга. Хома — образованная девушка, отчаянно влюбленная в молодого человека, который является её опекуном; Паричехр — более серьёзная, озабоченная проблемами морального упадка и коррупции в современном обществе; Зиба представляет собой эталон добродетели и целомудрия, своего рода идеальный женский образ, к которому надо стремиться.
Хеджази публиковал свои произведения до 50-х годов XX века, однако они не имели такого успеха, как первые три. Помимо прозы, Хеджази написал несколько пьес, таких как «Возьмите Махмуд-Ага в парламент» (перс.  محمودآقا را وکیل کنید‎ — Maḥmud Āqā rā wakil konid) 1951 года, «Европейская невеста» (перс.  عروس فرنگی‎ — Arus-e farangi), «Война» (перс. جنگ‎ — Jang). «Возьмите Махмуд-Ага в парламент» считается лучшей пьесой Хеджази, её часто сравнивают с рассказом Садека Хедаята «Хаджи Ага» (перс.  حجی آقا‎ ), так как оба произведения рассказывают о коррупции и влиянии «верхов» на результаты иранских выборов.